# Vendone
Vendone är en kommun i provinsen Savona i regionen Ligurien i Italien. Kommunen hade 365 invånare (2018).